# Руднев, Владислав Сергеевич
Владислав Сергеевич Руднев (род. 25 июня 1996) — украинский спортсмен, выступающий в соревнованиях по боевому самбо и смешанным боевым искусствам, чемпион Украины по боевому самбо, чемпион и призёр чемпионатов Европы и мира по боевому самбо. Выступал во второй полусредней (до 74 кг) и первой средней (до 82 кг) весовых категориях. Тренировался под руководством Сергея Руднева. Представляет спортивный клуб «Динамо» (Харьков).
По состоянию на август 2020 года провёл два боя в смешанных единоборствах и оба выиграл.

## Выступления на чемпионатах страны
- Чемпионат Украины по самбо 2021 года — ;